# Lipinki (województwo lubuskie)
Lipinki – wieś w Polsce położona w województwie lubuskim, w powiecie wschowskim, w gminie Sława.
W latach 1954–1957 wieś należała i była siedzibą władz gromady Lipinki, po jej zniesieniu w gromadzie Sława Śląska. W latach 1975–1998 miejscowość administracyjnie należała do województwa zielonogórskiego.

## Historia
W 1462 został wzmiankowany Zygfryd von Kottwitz, dziedziczny pan w Lipinkach.

## Zabytki
- Gródek średniowieczny należący do rodu Kottwitz. Zachowany jedynie w postaci nasypu na planie owalu o obwodzie u podstawy około 45 metrów. Nasyp otacza napełniona wodą fosa dochodząca do szerokości 8 metrów[4]. Na nasypie znajdował się dwór zbudowany w XV wieku i funkcjonujący przez 300 lat do wieku XVIII[4]. Badania w miejscu dworu wykonano w 2008 roku[4].

| SIMC    | Nazwa    | Rodzaj     |
| ------- | -------- | ---------- |
| 0913870 | Kamienna | przysiółek |